# Томское сельское поселение (Смоленская область)
Томское сельское поселение — упразднённое муниципальное образование в составе Холм-Жирковского района Смоленской области России. 
Административный центр — деревня Верховье.
Образовано Законом от 28 декабря 2004 года. Упразднено Законом Смоленской области от 20 декабря 2018 года с включением всех входивших в его состав населённых пунктов к 1 января 2019 года в Богдановское сельское поселение.

## Географические данные
- Общая площадь: 350 км²
- Расположение: юго-восточная часть Холм-Жирковского района
- Граничит:
  - на севере — с  Тверской областью
  - на северо-востоке — с  Никитинским сельским поселением
  - на востоке — с Канютинским сельским поселением
  - на юго-востоке — с Игоревским сельским поселением
  - на юге — с  Сафоновским районом
  - на юго-западе — с Ярцевским районом
  - на западе — с Богдановским сельским поселением
- Крупные реки: Вопь, Света.

## Население
| 2007 | 2011 | 2012 | 2013 | 2014 | 2015 | 2016 |
| ---- | ---- | ---- | ---- | ---- | ---- | ---- |
| 375  | ↘277 | ↘263 | ↘252 | →252 | ↘241 | ↘220 |
| 2017 | 2018 | 2019 |      |      |      |      |
| ↗222 | ↘220 | ↘217 |      |      |      |      |

## Населённые пункты
На территории поселения находилось 16 населённых пунктов:
- Верховье, деревня
- Андреевка, деревня
- Быково, деревня
- Горюны, деревня
- Исаково, деревня
- Киселево, деревня
- Клешнино, деревня
- Комягино, деревня
- Комягино, посёлок
- Мартыново, деревня
- Матренино, деревня
- Новики, деревня
- Острожок, деревня
- Попово, деревня
- Рыкшино, деревня
- Сластиха, деревня

## Экономика
Сельхозпредприятия, магазины.